# Inger Christensen
Inger Christensen (16. januar 1935 i Vejle – 2. januar 2009 i København) var en dansk forfatter. Hun var først og fremmest kendt for sin lyrik og betragtes som en af Danmarks mest respekterede digtere. Forfatterskabet spænder meget bredt over eksperimenterende romaner til systemdigtning, essays, oversættelser og meget andet. Ved sin død var hun oversat til over 30 sprog. I forbindelse hermed beklagede den internationale presse, at hun ikke med en Nobelpris havde opnået den hæder hendes værker berettigede hende til.
Gennem sit liv modtog hun adskillige arbejdslegater, rejselegater og produktionspræmier fra Statens Kunstfond. Hun var nomineret til Nordisk Råds litteraturspris to gange, i 1970 for Det, og i 1983 for digtsamlingen Alfabet. Inger Christensen var medlem af Det Danske Akademi fra 1978.
I 2006 blev sonetkransen Sommerfugledalen (1991) optaget i Kulturkanonen.

## Virke
Hun debuterede i 1962 med Lys og fik sit gennembrud med Det i 1969, der betragtes som et af den danske modernismes hovedværker, men samtidig også som en slags farvel til bevægelsen.
Gift igennem 17 år med Poul Borum, med hvem hun fik sønnen Peter Borum.
I 2018 udkom Verden ønsker at se sig selv (digte prosa udkast): et omfattende udvalg af Christensens efterladte værker redigeret af den svenske digter og oversætter Marie Silkeberg og Peter Borum.

## Litterære priser
- 1969 – Kritikerprisen
- 1970 – Boghandlernes gyldne Laurbær
- 1994 – Det Svenske Akademis Nordiske Pris
- 1994 – Der Österreichische Staatspreis für Literatur
- 1995 – Preis der Stadt Münster für Europäische Poesie
- 1995 – Grand Prix des Biennales Internationales de Poesie
- Statens Kunstfonds livsvarige ydelse
- 2001 – Rungstedlund-prisen